# Penn Valley
Penn Valley és una concentració de població designada pel cens dels Estats Units a l'estat de Califòrnia. Segons el cens del 2000 tenia 1.387 habitants.

## Demografia
Segons el cens del 2000, Penn Valley tenia 1.387 habitants, 530 habitatges, i 383 famílies. La densitat de població era de 255 habitants/km².
Dels 530 habitatges en un 32,8% hi vivien nens de menys de 18 anys, en un 55,3% hi vivien parelles casades, en un 12,1% dones solteres, i en un 27,7% no eren unitats familiars. En el 20,6% dels habitatges hi vivien persones soles el 9,4% de les quals corresponia a persones de 65 anys o més que vivien soles. El nombre mitjà de persones vivint en cada habitatge era de 2,62 i el nombre mitjà de persones que vivien en cada família era de 3,03.
Per edats la població es repartia de la següent manera: un 27% tenia menys de 18 anys, un 4,8% entre 18 i 24, un 26,2% entre 25 i 44, un 26,3% de 45 a 60 i un 15,6% 65 anys o més.
L'edat mediana era de 40 anys. Per cada 100 dones de 18 o més anys hi havia 93,5 homes.
La renda mediana per habitatge era de 35.962 $ i la renda mediana per família de 37.115 $. Els homes tenien una renda mediana de 33.068 $ mentre que les dones 21.133 $. La renda per capita de la població era de 16.582 $. Entorn del 9,2% de les famílies i el 13% de la població estaven per davall del llindar de pobresa.

## Poblacions més properes
El següent diagrama mostra les poblacions més properes.